# Camellia granthamiana
Camellia granthamiana (danh pháp hai phần: Camellia granthamiana (tiếng Trung Quốc: 葛 量 洪 茶)) là một loài thực vật thuộc chi Trà. Đây là loài bản địa Trung Quốc. Nó bị đe dọa mất môi trường sống. Đây là loài quý hiếm có nguy cơ tuyệt chủng của Chi Trà, lần đầu tiên được phát hiện ở Hồng Kông vào năm 1955.
Sự phân bố của loài này được giới hạn ở cả Hồng Kông và Trung Quốc đại lục. Chỉ có một cá thể của các loài đã được tìm thấy tại thời điểm đó khi nó được phát hiện. Một số ít nhiều hoang dã được tìm thấy trong Ma On Shan và cũng ở Quảng Đông (bao gồm Thâm Quyến).
Nó được phát hiện lần đầu tiên trong khe núi Tai Mo Shan vào năm 1955 bởi AFCD. Nó được đặt tên để vinh danh của Thống đốc lúc đó của Hồng Kông, Sir Alexander Grantham.
Rừng cây bụi núi Tai Mo Shan ở trên thung lũng Shing Mun đã được xác định như là một địa điểm ưa thích khoa học đặc biệt (SSSI) vào năm 1975 là rừng hỗ trợ này loài quý hiếm và các loài khác, Camellia waldenae, Amentotaxus argotaenia và nhiều loài phong lan.

## Hình ảnh

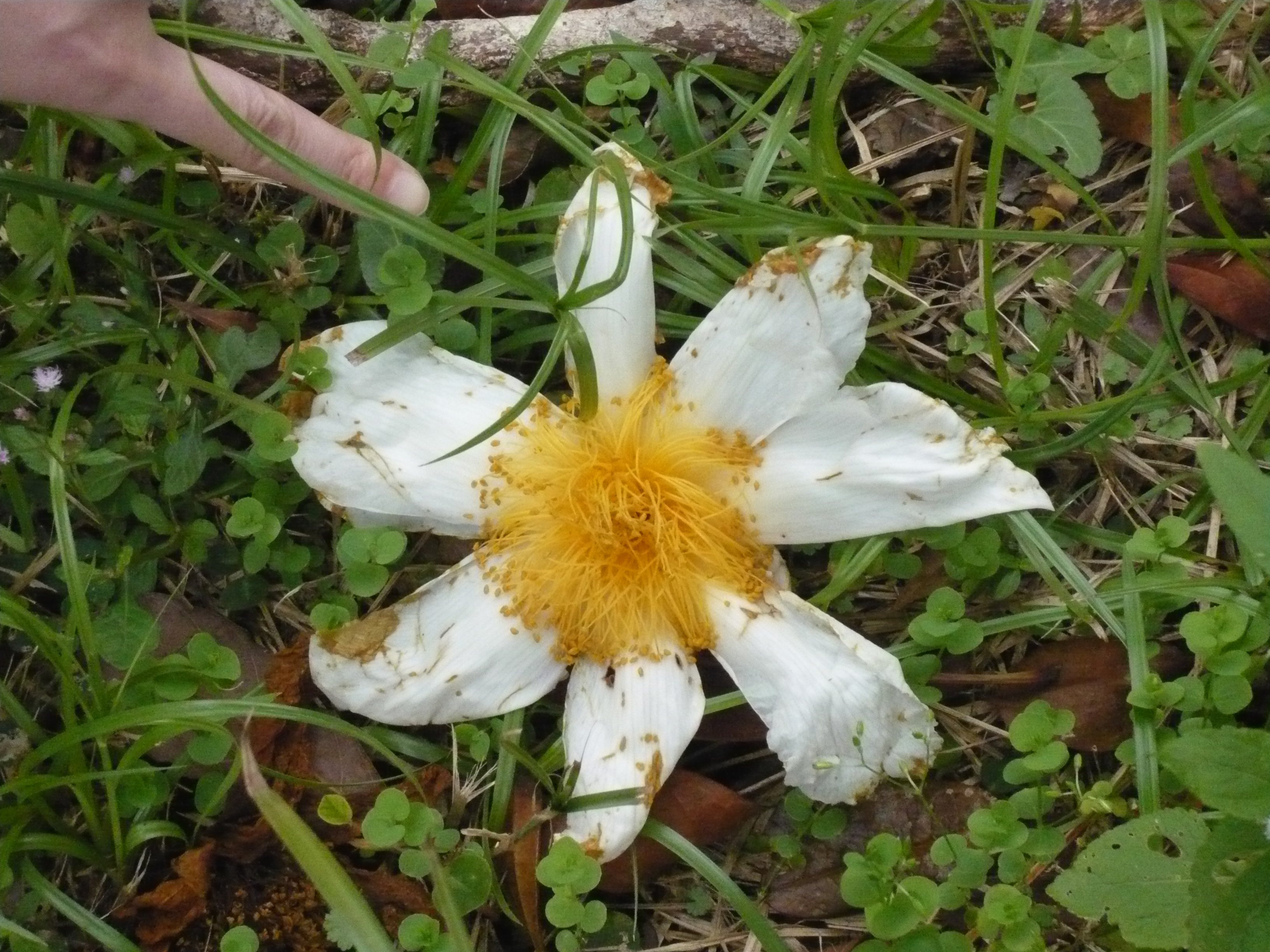
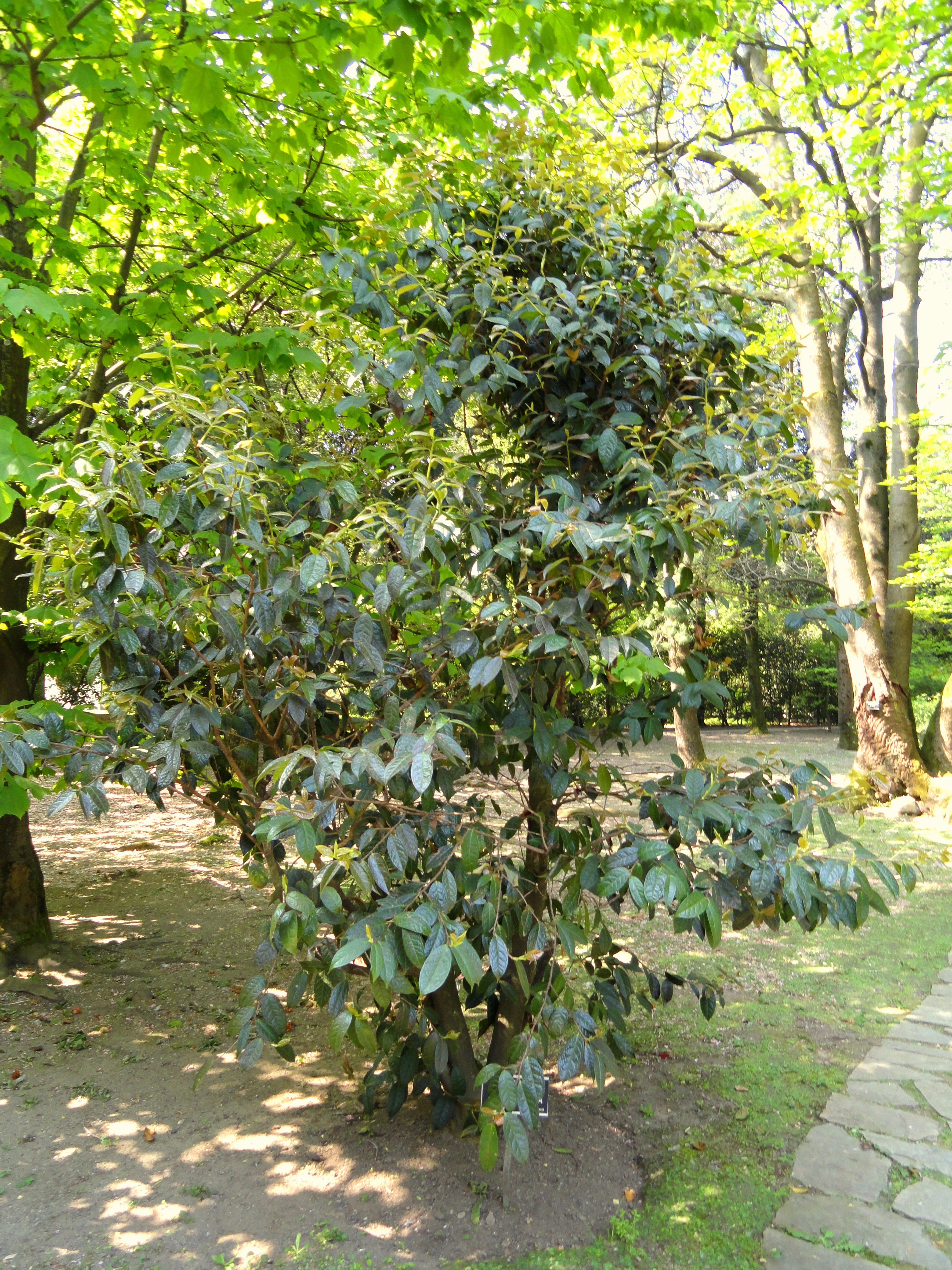